# متازولامید
متازولامید (انگلیسی: Methazolamide) یک داروی مهارکننده انیدراز کربنیک قوی است. در درمان افزایش فشار داخل چشم (IOP) در گلوکوم مزمن زاویه باز و گلوکوم ثانویه نشان داده شده است. همچنین پیش از عمل در گلوکوم حاد زاویه بسته (زاویه باریک) که کاهش IOP پیش از جراحی مورد نظر است، به کار می‌رود.